# François Pervis
François Pervis (* 16. Oktober 1984 in Château-Gontier) ist ein ehemaliger französischer Bahnradsportler und Spezialist für die Kurzzeitdisziplinen. Er errang 14 Medaillen bei Weltmeisterschaften und war einer der dominierenden Bahnradsportler Frankreichs ab Beginn der 2000er Jahre.

## Sportliche Laufbahn
In seiner Heimatstadt Château-Gontier begann François Pervis im Alter von zwölf Jahren mit dem Radsport und versuchte sich in allen Disziplinen – Straßenrennen, Mountainbike, Querfeldeinrennen und Bahnradsport –, bis er sich endgültig für die Bahn entschied.
2001 errang Pervis bei den Junioren-Bahnweltmeisterschaften den zweiten Platz im Teamsprint sowie den ersten bei den Europameisterschaften (Junioren) in Fiorenzuola d’Arda. 2002 wurde er Junioren-Weltmeister im Teamsprint (mit Grégory Baugé und Mickaël Murat). Im selben Jahr wurde er in Büttgen Europameister im 1000-Meter-Zeitfahren. 2003 sowie 2004 wurde er zwei weitere Male Europameister, im Teamsprint und im Zeitfahren.
2005 wurde Pervis erstmals Französischer Meister der Elite, im Zeitfahren, und errang diesen Titel 2006 und 2008 erneut. Auch gelangen ihm immer hervorragende Platzierungen bei Weltcuprennen. Bei seiner Teilnahme an den Olympischen Spielen 2004 in Athen erreichte er einen sechsten Platz im Zeitfahren. Bei den Olympischen Spielen 2008 in Peking war er als Ersatzmann für den Teamsprint gemeldet, kam jedoch nicht zum Einsatz.
2007 wurde François Pervis Vize-Weltmeister über die 1000 Meter, 2009 im Keirin. 2006, 2008, 2010 und 2011 belegte er bei Bahn-Weltmeisterschaften jeweils den dritten Platz im Zeitfahren. 2013 wurde er in Minsk Weltmeister in dieser Disziplin; gemeinsam mit Julien Palma und Michaël D’Almeida belegte er im Teamsprint Platz drei. Eine weitere Bronzemedaille errang Pervis im Sprint.
Beim zweiten Lauf des Bahnrad-Weltcups 2013/14 und Aguascalientes stellte Pervis zwei Weltrekorde auf: über 200 Meter mit 9,347 Sekunden verbesserte er den vier Jahre alten Rekord seines Landsmannes Kévin Sireau von 9,572 Sekunden und über 1000 Meter mit 56,303 Sekunden. Der vorherige Weltrekord über 58,875 Sekunden von Arnaud Tournant stammte aus dem Jahr 2001. 2014 wurde er bei den Bahn-Weltmeisterschaften in Cali dreifacher Weltmeister, im Sprint, im Keirin sowie im Zeitfahren.
Bei den Bahnrad-Weltmeisterschaften 2015 in Saint-Quentin-en-Yvelines, einem Vorort von Paris, verteidigte Pervis seinen Titel im Keirin vom Vorjahr und wurde zum dritten Mal in Folge Weltmeister im Zeitfahren. Im Sprint musste sich Pervis bereits im Viertelfinale geschlagen geben. Im Herbst desselben Jahres, bei den Bahn-Europameisterschaften im schweizerischen Grenchen, wurde er Vize-Europameister im Keirin.
2016 wurde François Pervis für die Teilnahme an den Olympischen Spielen in Rio de Janeiro nominiert. Gemeinsam mit Grégory Baugé und Michaël D’Almeida errang er die Bronzemedaille im Teamsprint. Im Sprint belegte er Rang 16 und im Keirin Rang acht. Im Jahr darauf wurde er zum vierten Mal Weltmeister im Zeitfahren.
Im März 2020 kündigte Pervis an, dass er mit dem sehbehinderten Fahrer Raphaël Beaugillet bei den Sommer-Paralympics 2020 in Tokio als dessen Pilot auf dem Tandem starten werde. Dort errang er das Duo die Bronzemedaille im Zeitfahren. Ende 2021 beendete Pervis seine aktive Radsportlaufbahn.

## Diverses
2014 wurde François Pervis zum Ritter der Ehrenlegion ernannt.
2021 wurde der Dokumentarfilm La Boucle über Pervis veröffentlicht. Im September 2022 brach er mit einem Liegerad in der Wüste von Nevada mit 112,47 km/h einen 30 Jahre alten Geschwindigkeitsweltrekord über vier Kilometer. Am folgenden Tag wollte er den von Ted Reichart aufgestellten Geschwindigkeitsrekord von 144,17 km/h im Liegeradfahren brechen, stürzte jedoch, bevor er die volle Geschwindigkeit erreichen konnte, da ein Reifen platzte. Pervis erlitt Verletzungen an der Lunge und an der Wirbelsäule.

## Erfolge

### Bahn
2001

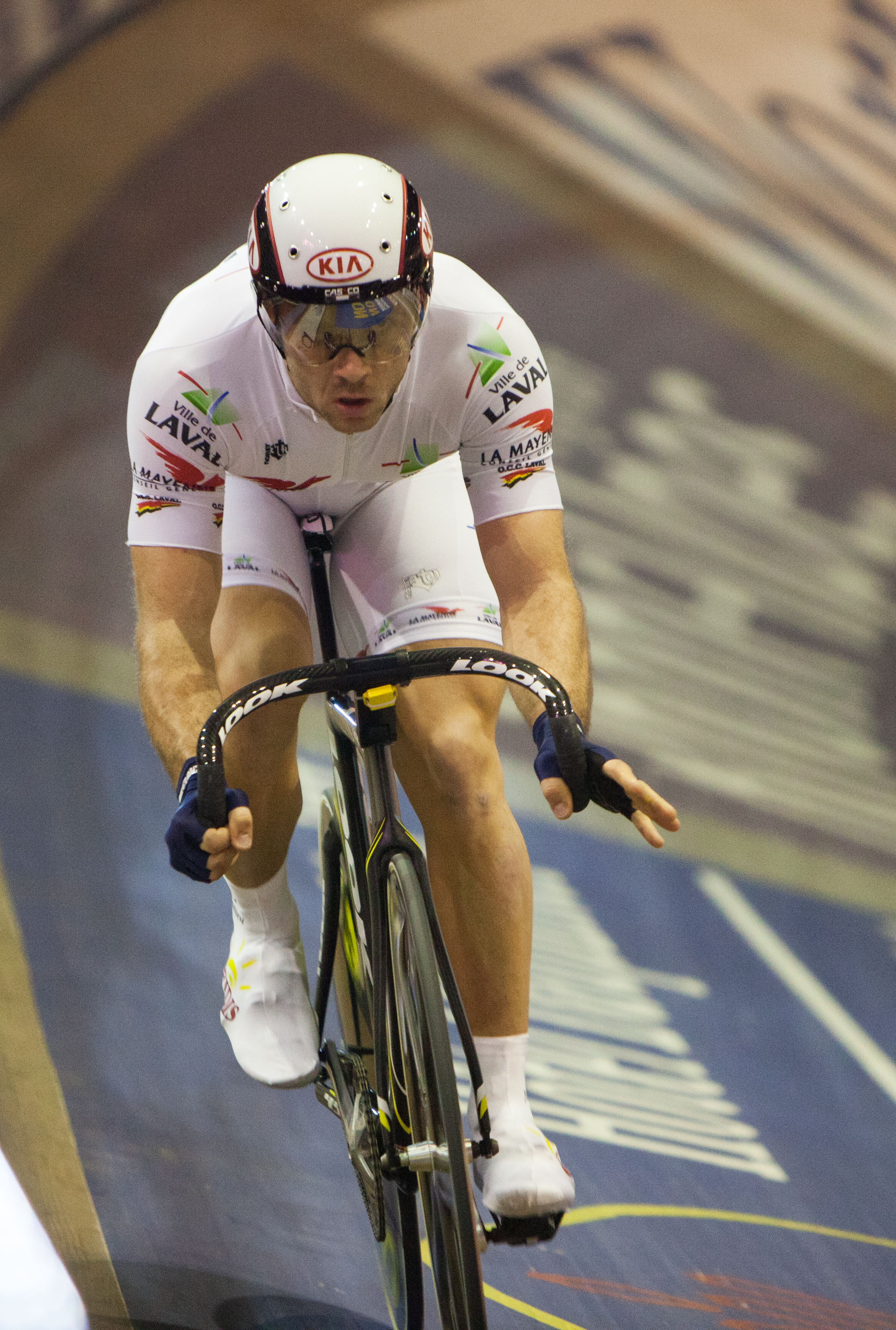
Pervis beim Sechstagerennen von Grenoble 2011

- Junioren-Weltmeisterschaft – Teamsprint (mit Mathieu Mandard und Mickaël Murat)
- Europameister – Teamsprint (mit Mathieu Mandard und Mickaël Murat)

2002
- Junioren-Weltmeister – Teamsprint (mit Mickaël Murat und Grégory Baugé)
- Junioren-Weltmeisterschaft – 1000-Meter-Zeitfahren
- Junioren-Weltmeisterschaft – Sprint
- Junioren-Europameister – 1000-Meter-Zeitfahren
- Junioren-Europameisterschaft – Sprint, Teamsprint (mit Kevin Corroleur und Mickaël Murat)

2003
- Europameister – Teamsprint (mit Mathieu Mandard und Grégory Baugé)
- Französischer Meister (U23) – Sprint

2004
- Europameister (U23) – 1000-Meter-Zeitfahren

2005
- Bahnrad-Weltcup in Sydney – Teamsprint (mit Arnaud Tournant und Grégory Baugé)
- Französischer Meister – 1000-Meter-Zeitfahren

2006
- Weltmeisterschaft – 1000-Meter-Zeitfahren
- Bahnrad-Weltcup in Los Angeles – Teamsprint (mit Grégory Baugé und Mickaël Bourgain)
- Europameisterschaft (U23) – 1000-Meter-Zeitfahren, Teamsprint (mit Grégory Baugé und Didier Henriette)
- Französischer Meister – 1000-Meter-Zeitfahren
- Französischer Meister (U23) – Sprint

2007
- Weltmeisterschaft – 1000-Meter-Zeitfahren
- Bahnrad-Weltcup in Los Angeles – 1000-Meter-Zeitfahren
- Europameisterschaft – Omnium Sprint
- Französischer Meister – 1000-Meter-Zeitfahren

2008
- Weltmeisterschaft – 1000-Meter-Zeitfahren
- Bahnrad-Weltcup in Manchester – Keirin
- Europameisterschaft – Omnium Sprint

2009
- Weltmeisterschaft – Keirin
- Bahnrad-Weltcup in Peking – Teamsprint (mit Mickaël Bourgain und Kévin Sireau)
- Französischer Meister – 1000-Meter-Zeitfahren

2010
- Weltmeisterschaft – 1000-Meter-Zeitfahren
- Europameisterschaft – Teamsprint (mit Michaël D’Almeida und Kévin Sireau)

2011
- Weltmeisterschaft – 1000-Meter-Zeitfahren
- Bahnrad-Weltcup in Peking – 1000-Meter-Zeitfahren, Teamsprint (mit Michaël D’Almeida und Kévin Sireau)
- Bahnrad-Weltcup in Cali – 1000-Meter-Zeitfahren
- Europameisterschaft – Teamsprint (mit Michaël D’Almeida und Kévin Sireau)
- Europameisterschaft – Keirin

2012
- Bahnrad-Weltcup in Peking – Keirin
- Französischer Meister – Sprint

2013
- Weltmeister – 1000-Meter-Zeitfahren
- Weltmeisterschaft – Sprint, Teamsprint (mit Michaël D’Almeida und Julien Palma)
- Bahnrad-Weltcup in Manchester – Keirin
- Bahnrad-Weltcup in Aguascalientes – 1000-Meter-Zeitfahren
- Europameisterschaft – Teamsprint (mit Michaël D’Almeida und Grégory Baugé)
- Europameisterschaft – Keirin
- Französischer Meister – Sprint, 1000-Meter-Zeitfahren

2014
- Weltmeister – Sprint, Keirin, 1000-Meter-Zeitfahren
- Französischer Meister – Keirin, 1000-Meter-Zeitfahren

2015
- Weltmeister – Keirin, 1000-Meter-Zeitfahren
- Europameisterschaft – Keirin
- Französischer Meister – Keirin, Sprint

2016
- Olympische Spiele – Teamsprint (mit Grégory Baugé und Michaël D’Almeida)

2017
- Weltmeister – 1000-Meter-Zeitfahren
- Französischer Meister – 1000-Meter-Zeitfahren

2018
- Weltmeisterschaft – Teamsprint (mit Quentin Lafargue und Sébastien Vigier)
- Europameisterschaft – Teamsprint (mit Sébastien Vigier, Quentin Lafargue und Michaël D’Almeida)

### Paracycling
2021
- – 1000-Meter-Zeitfahren (als Pilot von Raphaël Beaugillet)